# Epiphyseolysis capitis femoris

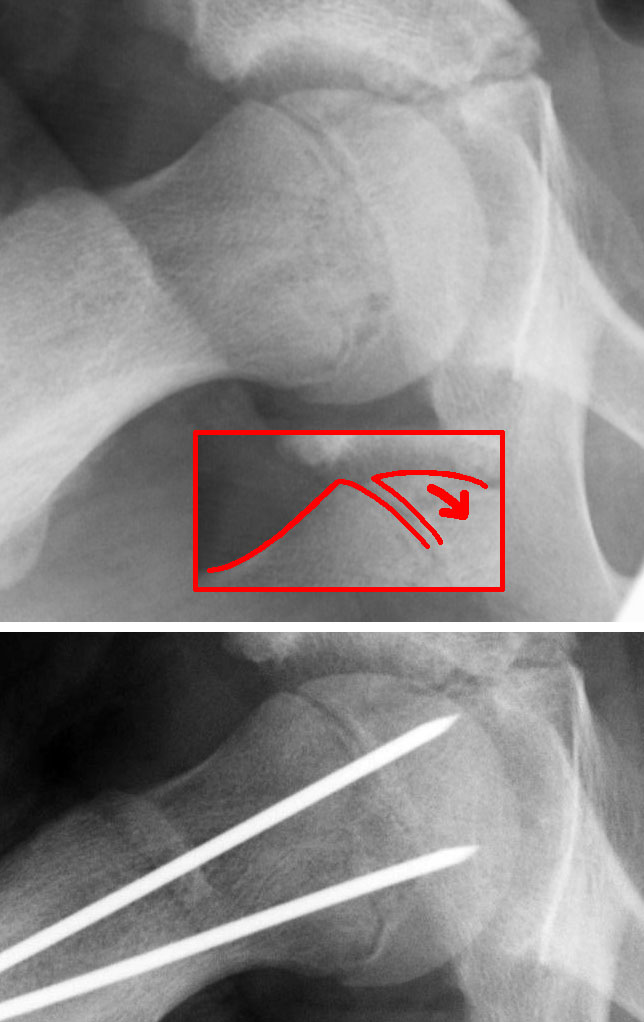
Epiphyseolysis capitis femoris, Rö-Bild, Skizze, Versorgung

Die Epiphyseolysis capitis femoris (ECF) (Epiphysenlösung des Femurkopfs, gelegentlich auch ungenau Jugendliche Hüftkopflösung genannt) ist eine orthopädische Krankheit am Hüftgelenk. In der oberen Epiphysenfuge des Oberschenkelknochens löst sich die Epiphyse von der Metaphyse.

## Vorkommen
Die ECF tritt nur bei Kindern auf, weil bei ihnen die knorpelig angelegte Wachstumsfuge (Epiphysenfuge) zwischen Epiphyse und Metaphyse noch im Wachstum begriffen und damit instabil ist. Typisches Erkrankungsalter ist das 10.–14. Lebensjahr, Jungen sind dreimal öfter als Mädchen betroffen.
Weltweit wird eine Häufigkeit (Inzidenz) von 2-10 Kindern pro Millionen angegeben und es wurde berichtet, dass die höchste Inzidenz bei den Māori auf Neuseeland bestehe.
Genaue Angaben zur Häufigkeit bedürfen aber eines vollständigen bevölkerungsbasierten Registers, das es beispielsweise in Deutschland nicht gibt.
In Finnland wurden zwischen 2004 und 2012 126 Kinder mit Epiphyseolysis operiert, woraus eine jährliche Inzidenz von 1,06 pro 100.000 Einwohner bei Mädchen und 1,35 bei Jungen ermittelt wurde. Das mediane Alter betrug 11 bzw. 13 Jahre. Aus Schweden wurde eine mittlere jährliche Inzidenz von 4,4 pro 10.000 Mädchen und 5,7 bei Jungen im Alter zwischen 9 und 15 für den Zeitraum 2007–2013 berichtet. In Großbritannien betrug die Inzidenz in einer Studie von 2017 4,8 Fälle pro 100.000 Kindern zwischen 0 und 16 Jahren.
Während schwedische und US-amerikanische Studien eine Häufung in den Sommermonaten zeigten, bestanden in Finnland und Großbritannien keine saisonalen Variationen.
Allerdings scheint ein geringfügiges Hüftkopfgleiten ohne komplette Lösung wesentlich häufiger vorzukommen als früher angenommen. In einer Untersuchung an über 2.000 jungen ausgewachsenen und gesunden Norwegern (58 % Frauen) fand sich ein Gleiten bei 6,6 % mit einem erhöhten lateralen Kopfschaftwinkel nach Southwick (≥ 13°).
Viele der betroffenen Kinder sind übergewichtig, wobei bei deutlichem Übergewicht früher eine sogenannte Dystrophia adiposo-genitalis oder ein Fröhlich-Syndrom angenommen wurden. Ebenfalls wurde ein Überwiegen des Wachstumshormons Somatotropin gegenüber den Sexualhormonen angenommen, wobei es durch vermehrtes Wachstum zu einer Lockerung der Wachstumsfuge komme. Ein Nachweis einer hormonellen Störung konnte jedoch allenfalls in wenigen Einzelfällen erbracht werden. Die eigentliche Ursache ist weiterhin unbekannt.
Aufgrund der schrägen Lage der Epiphysenfuge zur Gewichtsbelastung durch den Rumpfbereich kommt es entsprechend zur typischen Verschiebung; die Epiphyse gleitet nach unten (Varusfehlstellung) und hinten (Retrotorsion). Daraus kann unbehandelt später eine Coxa vara retrotorta entstehen.
Es können drei Formen unterschieden werden nach der Dynamik des Abrutschvorganges:
- Tritt die Verschiebung der Epiphyse allmählich schleichend ein, spricht man von der „Lenta-Form“
- Tritt der Abrutsch plötzlich als schmerzhaftes Ereignis ein, handelt es sich um eine „Acuta-Form“
- Beides kombiniert, also ein akutes Ereignis bei vorbestehender allmählicher Verschiebung nennt sich „akut auf chronisch“.[3]

## Diagnose
Hüftschmerzen werden generell in der Leiste empfunden, können aber gerade bei Kindern auch auf das Knie projiziert werden (das hängt mit dem Verlauf des Nervus obturatorius zusammen). Dazu kommt bei der ECF die durch den Gelenkerguss hervorgerufene Gelenkstellung in Außenrotation und Abduktion, die sich bei Beugung verstärkt (Drehmann-Zeichen).
Die Diagnose wird sehr oft verzögert gestellt, weil Hüft- und Kniebeschwerden bei Kindern oft fehlinterpretiert werden. Typische vorläufige Diagnosen lauten dann: Hüftschnupfen, Leistenzerrung, Überlastung. Eine wichtige Differentialdiagnose, die sich röntgenologisch sehr sicher differenzieren lässt, ist ein Morbus Perthes, ebenfalls eine orthopädische Hüfterkrankung von Kindern.
Auf einem Röntgenbild der Hüften, insbesondere einer Beckenübersichtsaufnahme, ist die Ablösung des Gelenkkopfes nicht immer gut zu sehen. Wichtig ist daher eine zusätzliche axiale Aufnahme in Lauenstein-Projektion beidseits, auf welcher die Fehlstellung der Epiphyse gut erkannt werden kann. An dieser Aufnahme wird der Abrutschwinkel bestimmt. Aus diesem Winkel ergeben sich therapeutische Konsequenzen.
Ein akuter Abrutsch wird von einem Gelenkerguss begleitet, bei chronischer Form sind in der Regel Veränderungen an der benachbarten Metaphyse vorhanden.
Da es sich nicht um ein lokales Geschehen an einer Hüfte handelt, sondern beide Seiten in gleichem Maße wachsen und die Epiphysen entsprechend dislokationsgefährdet sind, müssen auch beide Seiten radiologisch untersucht werden.

## Therapie
Um eine mögliche Femurkopfnekrose zu vermeiden und eine spätere Belastbarkeit des betroffenen Gelenkes zu erreichen, ist die operative Fixierung notwendig. Dazu dienen bei jungen Patienten mit noch deutlichem Restwachstum Bohrdrähte, die parallel zum Schenkelhals über die Wachstumsfuge in die Epiphyse vorgeschoben werden. Bei erheblichem akuten Abrutsch muss erst der Hüftkopf durch Innenrotation und Zug reponiert werden. Bei älteren Kindern ohne wesentliches Restwachstum (Y-Fuge bereits verschlossen) werden Schrauben mit kurzem Gewinde in gleicher Richtung in den Hüftkopf eingebracht. Der Eingriff wird Epiphyseodese genannt, die Wachstumsfuge wird überbrückend stabilisiert. Nach Abschluss des Wachstums wird das Osteosynthesematerial (Drähte oder Schrauben) entfernt.
Das Risiko, dass auch am anderen Hüftkopf eine Epiphyseolyse auftritt, beträgt 16 bis 60 % und ist besonders bei Mädchen und bei frühem Auftreten erhöht. Ob daher an der gesunden Gegenseite eine prophylaktische Epiphyseodese erfolgen soll, ist umstritten, jedoch in vielen Zentren üblich, um ein späteres Abgleiten verhindern zu können. Als hilfreich für die Entscheidung kann die Bestimmung des posterior sloping angle gelten, der auf Schrägaufnahmen (frog-leg-view) des Hüftgelenkes ausgemessen werden kann und erstmals 2005 beschrieben wurde. Dies ist der Winkel zwischen einer Senkrechten auf einer Achse entlang der Femurschaftachse und einer Linie, die die beiden äußeren Ecken der Epiphyse verbindet. In einer neuseeländischen Studie an 132 Patienten zeigte sich ein Winkel über 14° als gut geeigneter Grenzwert, oberhalb dessen eine prophylaktische Epiphyseodese empfohlen wurde (Sensitivität 83 %, Spezifität 79 %).